# Strychnos usambarensis
Espèce
Synonymes
- Strychnos micans S. Moore[1]

Strychnos usambarensis est une espèce de plantes dicotylédones de la famille des Loganiaceae, originaire de l'Afrique tropicale.
Ce sont  des arbustes  pouvant atteindre 5 mètres de haut ou de petits arbres très ramifiés de 10 à 15 mètres de haut, ou de grandes lianes, pouvant grimper dans les arbres jusqu'à 70 m de long. Ces plantes contiennent de nombreux alcaloïdes, dont certains ont un  effet paralysant des muscles, analogue à celui du curare.
Les tribus bantoues du Rwanda et de Tanzanie produisent un poison de flèche à partir de l'écorce des racines et des feuilles de cette espèce, en les combinant parfois avec des extraits d'autres plantes.
L'épithète spécifique, usambarensis, est une référence aux monts Usambara de Tanzanie.